# Élections générales ténoises de 2015
Les élections générales ténoises de 2015, les 23e de son histoire, ont lieu le 23 novembre 2015 afin d'élire les 19 députés de la 23e législature de l'Assemblée législative des Territoires du Nord-Ouest.
Les Territoires du Nord-Ouest pratique un gouvernement de consensus et il n'y a pas de parti politique. Le président de l'Assemblée ainsi que le Premier ministre et les six ministres qui forment le Conseil exécutif seront élus par les députés au bulletin secret en décembre 2015.
Un total de 60 candidats ont concouru. La nouvelle assemblée législative compte 17 hommes et deux femmes et 11 députés sont des nouveaux élus.
Le taux de participation est de 44 %, soit 12 707 votes exprimés sur un total de 28 662 électeurs inscrits.

## Date des élections
En mars 2014, l'Assemblée législative des Territoires du Nord-Ouest vote en faveur du prolongement de son mandat de quatre à cinq ans,. La loi est sujette à approbation par le gouvernement fédéral. La raison invoquée pour reporter l'élection était d'éviter la fatigue des électeurs, les élections municipales et de la prochaine élection fédérale prévue pour octobre 2015. La décision prise par l'Assemblée provoque le lancement d'une pétition appelant à l'Assemblée législative à  une dissolution anticipée.

## Redécoupage électoral
Une nouvelle carte des circonscriptions entre en vigueur à l'occasion de ces élections.
Le conseil municipal de Yellowknife s'est opposé à ces changements car la ville ne se voit attribuer que 7 des 19 sièges, malgré le fait qu'environ la moitié de la population des territoires habite la ville. Le conseil demande au ministre territorial de la Justice Dave Ramsay de référer le cas à la Cour suprême des Territoires du Nord-Ouest, mais cela est rejeté par le ministre.

## Circonscriptions et candidats
| Circonscription    | Élu                              | Deuxième                   | Troisième           | Quatrième       | Cinquième       | Sixième     | Septième      | Sortant                  |
| ------------------ | -------------------------------- | -------------------------- | ------------------- | --------------- | --------------- | ----------- | ------------- | ------------------------ |
| Deh Cho            | Michael Nadli                    | Ronald Bonnetrouge         | Gregory Nyuli       | Lyle Fabian     |                 |             |               | Michael Nadli            |
| Frame Lake         | Kevin O'Reilly                   | Jan Fullerton              | David Wasylciw      | Roy Erasmus     |                 |             |               | Wendy Bisaro             |
| Great Slave        | Glen Abernethy                   | Chris Clarke               |                     |                 |                 |             |               | Glen Abernethy           |
| Hay River North    | Rocky Simpson                    | Robert Bouchard            | Karen Felker        |                 |                 |             |               | Robert Bouchard          |
| Hay River Sud      | Wally Schumann                   | Jane Groenewegen           | Brian Willows       |                 |                 |             |               | Jane Groenewegen         |
| Inuvik Boot Lake   | Alfred Moses                     | Desmond Z. Loreen          |                     |                 |                 |             |               | Alfred Moses             |
| Inuvik Twin Lakes  | Robert C. McLeod                 | Jimmy Kalinek              |                     |                 |                 |             |               | Robert C. McLeod         |
| Kam Lake           | Kieron Testart                   | Dave Ramsay                |                     |                 |                 |             |               | Dave Ramsay              |
| Mackenzie Delta    | Frederick Blake, Jr.             | William Firth              | Norman Snowshoe     | David Krutko    |                 |             |               | Frederick Blake, Jr.     |
| Monfwi             | Jackson Lafferty Par acclamation |                            |                     |                 |                 |             |               | Jackson Lafferty         |
| Nahendeh           | Shane Thompson                   | Rosemary Gill              | Randy Sibbeston     | Kevin Menicoche | Deneze Nakehk'o | Arnold Hope | Dennis Nelner | Kevin Menicoche          |
| Nunakput           | Herbert Nakimayak                | Jackie Jacobson            | Ethel-Jean Gruben   | John Stuart Jr. | Robert Kuptana  |             |               | Jackie Jacobson          |
| Range Lake         | Caroline Cochrane                | Daryl Dolynny              |                     |                 |                 |             |               | Daryl Dolynny            |
| Sahtu              | Daniel McNeely                   | Yvonne Doolittle           | Judy Tutcho         | Paul Andrew     |                 |             |               | Norman Yakeleya          |
| Thebacha           | Louis Sebert                     | Michael Miltenberger       | Don Jaque           |                 |                 |             |               | Michael Miltenberger     |
| Tu Nedhé-Wiilideh  | Tom Beaulieu                     | Richard Edjericon          |                     |                 |                 |             |               | Tom Beaulieu Tu Nedhe    |
| Tu Nedhé-Wiilideh  | Tom Beaulieu                     | Richard Edjericon          | Bob Bromley Weledeh |                 |                 |             |               |                          |
| Yellowknife-Centre | Julie Green                      | Robert Hawkins             |                     |                 |                 |             |               | Robert Hawkins           |
| Yellowknife-Nord   | Cory Vanthuyne                   | Dan Wong                   | Ben Nind            | Edwin Castillo  | Sean Erasmus    |             |               | Nouvelle circonscription |
| Yellowknife-Sud    | Bob McLeod                       | Nigit'stil Jessica Norbert | Samuel Roland       |                 |                 |             |               | Bob McLeod               |